# Meesterklasse schaken 2017/18
De Meesterklasse is de hoogste schaakcompetitie voor schaakverenigingen in Nederland. De competitie wordt georganiseerd onder auspiciën van de Koninklijke Nederlandse Schaakbond. Hier wordt het seizoen 2017-18 van de Meesterklasse beschreven.
Er werd gespeeld in een halve competitie. Elke vereniging speelde één keer tegen een andere vereniging. Bij een schaakwedstrijd tussen verenigingen had de thuisspelende ploeg wit op de even borden, dus op bord 2, 4, 6, 8 en 10.
Het Leidsch Schaakgenootschap werd voor de eerste keer in zijn geschiedenis clubkampioen van Nederland. 

## Speeldata
| Ronde   | Datum      |
| ------- | ---------- |
| Ronde 1 | 16-09-2017 |
| Ronde 2 | 07-10-2017 |
| Ronde 3 | 04-11-2017 |
| Ronde 4 | 25-11-2017 |
| Ronde 5 | 16-12-2017 |
| Ronde 6 | 03-02-2018 |
| Ronde 7 | 10-03-2018 |
| Ronde 8 | 07-04-2018 |
| Ronde 9 | 21-04-2018 |

## Eindstand[1]
| #  | Meesterklasse        | Mp | Bp  | 1  | 2  | 3  | 4  | 5  | 6  | 7  | 8  | 9  | 10 |
| -- | -------------------- | -- | --- | -- | -- | -- | -- | -- | -- | -- | -- | -- | -- |
| 1  | LSG IntelliMagic     | 15 | 53½ | ☓  | 3½ | 6½ | 5  | 6½ | 7  | 6½ | 5½ | 7  | 6  |
| 2  | Kennemer Combinatie  | 14 | 54  | 6½ | ☓  | 5  | 4½ | 5  | 6½ | 9  | 5½ | 6  | 6  |
| 3  | BSG                  | 11 | 45  | 3½ | 5  | ☓  | 7  | 5½ | 5½ | 3½ | 5½ | 4  | 5½ |
| 4  | HMC Calder           | 10 | 43½ | 5  | 5½ | 3  | ☓  | 6½ | 3  | 5½ | 4  | 5  | 6  |
| 5  | En Passant           | 9  | 45  | 3½ | 5  | 4½ | 3½ | ☓  | 5  | 5  | 6½ | 5½ | 6½ |
| 6  | Voerendaal           | 8  | 43½ | 3  | 3½ | 4½ | 7  | 5  | ☓  | 5½ | 4  | 5  | 6  |
| 7  | SISSA                | 7  | 41  | 3½ | 1  | 6½ | 4½ | 5  | 4½ | ☓  | 6  | 7  | 3  |
| 8  | MuConsult Apeldoorn  | 6  | 43  | 4½ | 4½ | 4½ | 6  | 3½ | 6  | 4  | ☓  | 4  | 6  |
| 9  | Pathena Rotterdam    | 6  | 40½ | 3  | 4  | 6  | 5  | 4½ | 5  | 3  | 6  | ☓  | 4  |
| 10 | Groninger Combinatie | 4  | 41  | 4  | 4  | 4½ | 4  | 3½ | 4  | 7  | 4  | 6  | ☓  |

## Beste individuele scores[1]
| #  | Naam               | ELO  | # | Pt. | TPR  | W-We | KV |
| -- | ------------------ | ---- | - | --- | ---- | ---- | -- |
| 1  | Arthur Pijpers     | 2491 | 9 | 8   | 2705 | 2.4  | -1 |
| 2  | Martijn Dambacher  | 2498 | 8 | 6½  | 2682 | 1.6  | -1 |
| 3  | Robby Kevlishvili  | 2499 | 8 | 6½  | 2653 | 1.3  | 3  |
| 4  | Jelmer Jens        | 2417 | 9 | 6½  | 2495 | 0.82 | -3 |
| 5  | Jasel Lopez        | 2399 | 9 | 6½  | 2486 | 1.77 | 1  |
| 6  | Dimitri Reinderman | 2555 | 8 | 6   | 2599 | 0.39 | 0  |
| 7  | Stefan Kuipers     | 2469 | 9 | 6   | 2586 | 1.03 | 3  |
| 8  | Quinten Ducarmon   | 2487 | 9 | 6   | 2572 | 0.85 | -1 |
| 9  | Christov Kleijn    | 2464 | 8 | 6   | 2517 | 0.41 | 0  |
| 10 | Robert Ris         | 2451 | 9 | 5½  | 2531 | 1.15 | -1 |

Eerste klasse

1920/21 · 1921/22 · 1922/23 · 1923/24 · 1924/25 · 1925/26 · 1926/27 · 1927/28 · 1928/29 · 1929/30 · 1930/31 · 1931/32 · 1932/33 · 1933/34 · 1934/35 · 1935/36 · 1936/37 · 1937/38 · 1938/39 · 1939/40 · 1940/41 · 1941/42
Hoofdklasse

1942/43 · 1943/44 · 1944/45 · 1945/46 · 1946/47 · 1947/48 · 
1948/49 · 1949/50 · 1950/51 · 1951/52 · 1952/53 · 1953/54 · 1954/55 · 1955/56 · 1956/57 · 1957/58 · 1958/59 · 1959/60 · 1960/61 · 1961/62 · 1962/63 · 1963/64 · 1964/65 · 1965/66 · 1966/67 · 1967/68 · 1968/69 · 1969/70 · 1970/71 · 1971/72 · 1972/73 · 1973/74 · 1974/75 · 1975/76 · 1976/77 · 1977/78 · 1978/79 · 1979/80 · 1980/81 · 1981/82 · 1982/83 · 1983/84 · 1984/85 · 1985/86 · 1986/87 · 1987/88 · 1988/89 · 1990/91 · 1991/92 · 1992/93 · 1993/94 · 1994/95 · 1995/96
Meesterklasse

1996/97 · 1997/98 · 1998/99 · 1999/00 · 2000/01 · 2001/02 · 2002/03 · 2003/04 · 2004/05 · 2005/06 · 2006/07 · 2007/08 · 2008/09 · 2009/10 · 2010/11 · 2011/12 · 2012/13 · 2013/14 · 2014/15 · 2015/16 · 2016/17 · 2017/18· 2018/19 · 2019/20 · 2020/21 · 2021/22 · 2022/23 · 2023/24 · 2024/25